# 19e bataillon de parachutistes algériens
Le 19e bataillon de parachutistes algériens (ou 19e BPA) est une unité créée dans les années 1950 pour être dissoute en 1956.

## Création et différentes dénominations
- septembre 1953 : création du 19e Bataillon de Tirailleurs Algériens à partir du 1er bataillon du 14e RIPC.
- janvier 1954 : renommé 19e Bataillon de Parachutistes Algériens au sein de la 14e Demi-Brigade d'Infanterie (ex 14e RIPC).
- 1956 : dissolution, transformé en Centre d'Instruction au camp de Caylus.

## Chef de bataillon
- commandant Boffy

## Historique des garnisons et combats du19eBTA
Cette unité a été créée dans les années 1950 pour être dissoute en 1956.
Il est issu du 1erbataillon de choc, créé le 25 mai 1943.
Le 1erbataillon de choc s'est installé à Montauban en Tarn-et-Garonne (France) en 1949 à son retour d'Indochine.
Le bataillon est absorbé par le 14e Régiment parachutiste d'infanterie de choc à Toulouse en 1950 et devient alors le 1er bataillon de cette unité, tout en conservant son fanion et son drapeau.
En septembre 1953, le 14e RPIC reçoit une classe d'appelés du contingent d'origine nord-africaine (FSNA). Le 14e RPIC fut alors scindé en deux unités, le 35e Bataillon de tirailleurs algériens (stationné à Toulouse) et le 19e Bataillon de tirailleurs algériens (stationné à Montauban). Celui-ci hérite donc des traditions des 19e RTA et du 1er Bataillon de choc et porte donc des insignes de grade et des boutons blancs comme les tirailleurs et le béret bleu des bataillons de choc.
Au 1er janvier 1954, le 14e RPIC devient la 14e Demi-brigade d'infanterie (14e DBI). Tous les personnels étant brevetés parachutistes, le 19e BTA devient le 19e Bataillon de parachutistes algériens.
En 1955, il quitte Montauban pour l'Algérie :
- 30 mai 1955 - débarquement à Bône puis missions dans le Constantinois.
- 18 août - passage au Maroc
- missions dans les secteurs d'Oudja, Fez, le Rif (Aknoul, Rafsai, Taounate), Meknès, Marrakech, Missour
- 16 novembre - combat du Piton Vert
- en garnison à Agadir au camp Alibert.
- après une tentative de rébellion de quelques éléments, rapatriement en métropole.

À sa dissolution, les membres du régiment sont versés dans diverses unités, dont le camp de Caylus.

## Drapeau
Il porte, cousues en lettres d'or dans ses plis, les inscriptions suivantes :

## Décorations
Sa cravate est décorée de la Croix de guerre 1939-1945 avec une palme, puis de la Croix de guerre des Théâtres d'opérations extérieurs avec une palme.

## Insigne
Les membres de l'unité portent sur la manche l'insigne de la 14e DBI.
L'insigne propre de l'unité est une cigogne blanche, rouge et noire, sur fond de parachute, portant la main de Fatma.

## Sources et bibliographie
- Anthony Clayton, Histoire de l'Armée française en Afrique 1830-1962, Albin Michel, 1994
- Robert Huré, L'Armée d'Afrique: 1830-1962, Charles-Lavauzelle, 1977